# Doryctes merinotides
Doryctes merinotides är en stekelart som beskrevs av Günther Enderlein 1920. Doryctes merinotides ingår i släktet Doryctes och familjen bracksteklar. Inga underarter finns listade i Catalogue of Life.